# Mariner 1
Mariner 1 byla první sonda amerického programu Mariner určená k průzkumu Venuše. Byla i s raketou krátce po startu zničena.

## Technická data
Sonda byla ve tvaru hranolu z hořčíkové slitiny. Na bocích měla panely slunečních baterií, dále korekční motor, antény umožňující přenos dat na Zemi a elektroniku.
Nosičem byla dvoustupňová nosná raketa Atlas Agena B.

## Průběh letu
Byla vypuštěna 22. července 1962 z Mysu Canaveral. Měla se stát první sondou u cizí planety, avšak kvůli selhání antény se vychýlila z kurzu[zdroj?] a asi po 5 minutách po startu byla zničena. Kategorizována v COSPAR proto nebyla. Náhradou se stala identická sonda Mariner 2, protože celý projekt byl založen převážně na dvojicích stejných sond.